# Jan van de Velde (I)

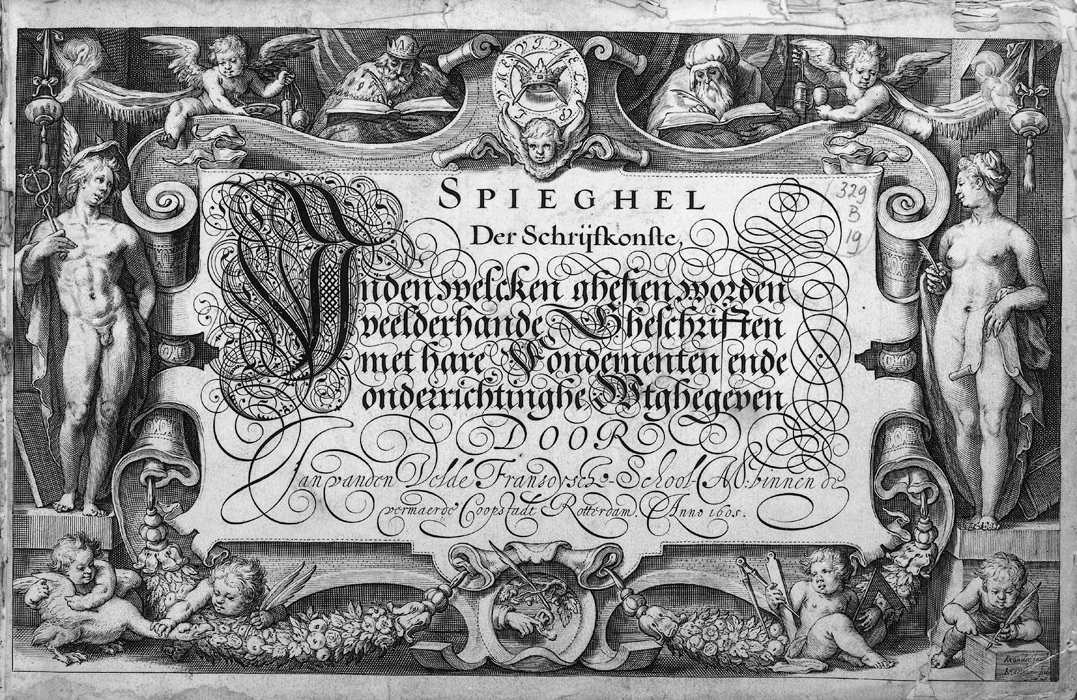
Spieghel der schrijfkonste, 1605, titelpagina met randversieringen van Karel van Mander

Jan van de Velde (Antwerpen, 1568 - Haarlem, 1623) was een van oorsprong uit de Zuidelijke Nederlanden afkomstig kalligraaf. Hij was de vader van de schilder en prentkunstenaar Jan van de Velde (II) en de grootvader van de stillevenschilder Jan van de Velde (III).
Van de Velde was een zoon van een spijkersmid uit Antwerpen. Rond 1588 trok hij naar Delft. In 1592 trouwde hij met Mayke van Bracht, een telg uit een vooraanstaand boekdrukkersgeslacht. In datzelfde jaar werd hij benoemd tot schrijfmeester aan de Latijnse school in Rotterdam. Tegelijkertijd begon hij in zijn eigen huis met een opleiding voor jongeren die een commerciële carrière nastreefden. In 1620 verhuisde hij naar Haarlem, waar hij ook lesgaf aan de Latijnse school.
In 1605 verscheen in Rotterdam zijn werk Spieghel der schrijfkonste, in den welcke ghesien worden veelderhande Gheschriften. Het boek bevatte vele voorbeelden van kalligrafie en informatie over verschillende lettertypen.
Van de Velde werd op 10 september 1623 in Haarlem begraven.